# استی انرگیا
استی انرگیا (استونیایی: Eesti Energia) یک شرکت انرژی در کشور استونی است.
این شرکت که در سال ۱۹۳۹ تأسیس شده و مقر آن در شهر تالین است از بزرگترین شرکت‌های تبدیل سنگ نفت به انرژی در جهان است.
نیروگاه‌های ناروا که ۹۵ درصد برق کشور استونی را تامین میکند متعلق به این شرکت است، استی انرگیا در پروژه‌های نیروگاهی کشورهای لتونی، لیتوانی، فنلاند، اردن و آمریکا (یوتا)  مشارکت داده است.